# Cedar Hill (Couva-Tabaquite-Talparo)
Cedar Hill es una localidad de Trinidad y Tobago, que forma parte de la región de Couva-Tabaquite-Talparo.

## Geografía
La localidad abarca parte de la isla Trinidad y limita al norte con Sum Sum Hill y Diamond, al sur con Union Village y Macaulay, al este con Macaulay y al oeste con Claxton Bay.

## Demografía
Datos demográficos de la localidad de Cedar Hill:
| Gráfica de evolución demográfica de Cedar Hill entre 2000 y 2011 |
|                                                                  |